# Portrait (He Knew)
«Portrait (He Knew)» es una canción de la banda estadounidense de rock progresivo Kansas, la cual fue escrita por el cantante y teclista Steve Walsh y el guitarrista y teclista Kerry Livgren. Se encuentra originalmente en el álbum Point of Know Return, mismo que se publicó en 1977 por Kirshner Records.  Se lanzó como el tercer y último sencillo del disco en el mismo año en América, mientras que en Europa salió a la venta un año después, ambos por la misma compañía discográfica.
Este sencillo obtuvo cierto éxito en las listas de popularidad, pues alcanzó el lugar 62.º y 64.º de los 100 sencillos más populares de la RPM Magazine de Canadá, así como del Billboard Hot 100 estadounidense respectivamente en el año de 1978.

## Recepción de la crítica
La reseña retrospectiva del crítico de Allmusic Robert Taylor menciona que los temas de este vinilo («Portrait (He Knew)» y «Lightning's Hand») son melodías un tanto ‹incómodas›, debido a que la banda siempre luchó por mantener un cierto balance entre rock progresivo combinado con música pop.

## Lista de canciones

### Lado A
| Side one |                      |                             |               |          |  |
| N.º      | Título               | Escritor(es)                | Voz principal | Duración |  |
| 1.       | «Portrait (He Knew)» | Steve Walsh / Kerry Livgren | Steve Walsh   | 3:45     |  |

### Lado B
| Side one |                    |                 |                  |          |  |
| N.º      | Título             | Escritor(es)    | Voz principal    | Duración |  |
| 2.       | «Lightning's Hand» | Walsh / Livgren | Robby Steinhardt | 4:21     |  |

## Listas
| Año  | País           | Lista                        | Posición máxima |
| ---- | -------------- | ---------------------------- | --------------- |
| 1978 | Canadá         | RPM Magazine Top 100 Singles | 62.º            |
| 1978 | Estados Unidos | Billboard Hot 100            | 64.º            |